# Écrits pour le cinéma, le muet et le parlant
Les Écrits pour le cinéma. Le muet et le parlant est un recueil formé de trois « ciné-poèmes » inauguraux aux articles critiques sur le cinéma; ainsi que de deux dossiers touchant à la filmographie de Benjamin Fondane. Celui-ci avait en effet travaillé aux studios Paramount de Joinville avant de devenir assistant metteur en scène, puis scénariste à part entière et de collaborer à Rapt de Dimitri Kirsanoff.
Un film tourné en Suisse, en 1933, sur base d'une adaptation du roman de Ramuz, La séparation des races. En 1936, grâce au soutien de Victoria Ocampo, il se rend en Argentine pour la seconde fois, afin de réaliser Tararira dont l'aventure est rendue par l'intermédiaire de correspondances -souvent signées du petit nom Miéluson- avec sa femme, Geneviève Tissier, sa sœur, Line Pascal, ainsi qu'avec Krisanoff. Un échange épistolaire datant de février 1938 avec son ami, le poète argentin, Fredi Guthman, conclut l'ouvrage à Paris, au 6 rue Rollin, alors qu'à Buenos Aires le producteur s'oppose à la diffusion de ce film dont les bobines restent à ce jour introuvables.

## Écrits pour le cinéma
Première publication en langue française signée Benjamin Fondane, poète et essayiste juif roumain fraîchement installé à Paris, Trois scenarii. Ciné-poèmes est un recueil publié en 1928, et édité à Bruxelles par les Documents internationaux de l'esprit nouveau. « La couverture fut composée avec le rayographe no 6 : « cône en volume, carré et pince », des Champs délicieux (1922) de Man Ray, mais avec une image inversée par rapport à l'original. » Tiré à vingt-neuf exemplaires, l'ouvrage fut réédité en 1984 aux éditions Plasma, mais « pratiquement pas diffusé », ainsi que le déclare Michel Carassou, en préface de  la dernière édition chez Verdier, dans la collection « Non lieu » publiée en 2007. Cette dernière édition qui rassemble l'essentiel des Écrits pour le cinéma de Benjamin Fondane, est enrichie des travaux d'Olivier Salazar-Ferrer sur le film Tararira.

## Poétique

### Trois scenarii
« Une partie de moi-même que la poésie refoulait vient de trouver dans le cinéma un haut-parleur à toute épreuve. »
Précédés d'une préface de Fondane intitulée 2 x 2, les Trois scenarii mettent à l'épreuve la conception que se faisait le poète, fraîchement émigré en France, de la nature de son activité créatrice. Après avoir subi de plein fouet la crise de la Première Guerre mondiale, et renoncé définitivement à l'idéal esthétique de sa jeunesse, il s'agissait de s'approprier ce nouveau langage que représente le cinéma pour affirmer son désir d'affranchissement. Désir peut-être aussi absurde qu'impossible, dont le caractère provocant est rendu par le titre d'une préface qui peut se lire comme un manifeste. Influencé par la pensée existentielle de Léon Chestov, Fondane en appelle à « l'homme du souterrain » de Dostoïevski qui préfère la révolte à la résignation... quitte à  se taper la tête contre le mur plutôt que s'humilier devant l'obstacle des évidences arithmétiques. Attitude irrésignée qu'on retrouvera ensuite dans toute l’œuvre théorique de Fondane, depuis Rimbaud le Voyou (1933) jusqu'à Baudelaire et l'expérience du gouffre (publié à titre posthume, 1947 ; rééd. Complexe, 1994), en passant par La Conscience Malheureuse (1936) et Faux traité d'esthétique (1938, rééd. Paris Méditerranée, 1998 ). Ainsi, une lutte s'ouvre d'emblée entre le cinéma comme Art, que Fondane résume d'un trait : « l'objectif contre le cinéma – voilà le drame d'après-demain. » S'opposant à toute tentative de récupération commerciale de ce fantastique outil d'expérimentation, il s'insurge contre le « cinéma-septième-art » au profit de la création pure et sa plongée dans l'inconnu.
Comme l'observe Jeanne-Marie Clerc dans son étude Littérature et cinéma : « Le rythme même des enchaînements de plans empêche le verbe de s'attarder, et le récit filmique enseigne une sorte de communication tacite délivrée de la pesanteur des mots. »   Dans un contexte d'incertitude politique et sociale qui marque l'entre-deux-guerres, Fondane se saisit du cinéma comme d'un ultime refuge des forces de l'inconscient et du rêve dans leur combat contre la domination du signe :
« Allons donc au cinéma puisque voici le seul art qui n'a jamais été classique, et par art classique, j'entends bien un sens intime du réel qui accepte en échange d'une garantie de durée qui le flatte, de subir le dressage par la raison, ses appareils orthopédiques, ses corsets de plâtre, ses masques à gaz et qui réponde pleinement aux exigences de l'homme le plus méprisable que je connaisse, je veux dire, de l'homme classique. »

### Du muet au parlant
Dans ce constat d'une modernité vécue comme un piège, Fondane scrute les chances d'évasion toujours en réserve dans le cinéma muet et déchiffre la syntaxe en voie de formation de ce qu'il nomme l' « appareil à lyrisme, par excellence » :

« Le cinéma est vraiment appelé à créer des superstitions nouvelles, il rend l'inanimé poignant, charrie la réalité énorme de son gros plan, accouche de l'arbitraire : il introduit la notion de la quantité lyrique, le point de vue du discontinu, le jeu du simultané ; il étaye ses jugements de l'homme sur la dimension-durée. Nulle réalité ne saurait lui dérober sa figure – sommes-nous encore à tes vérités, Physique ? La surimpression permet à deux corps d'occuper au même instant le même point de l'espace ; mais elle affirme contre Bergson, passionnément, que deux sensations peuvent être égales. »

Ouvrant l'ère des « scenarii intournables »6, les trois ciné-poèmes qui suivent la préface sont écrits pour être lus comme autant d'événements évanouissants. Ne demeure de leur passage dans l'esprit du lecteur qu'une impression d’étincelle destinée à se consumer aussitôt qu'allumée. Paupières mûres, Barre fixe, et Mtasipol -dédié à son ami, le poète G. Ribemont-Dessaignes- sont chacun découpés en plans successifs. À la « crise de vers » mallarméenne, Fondane répond par une originale unité typographique qui fait de chaque ligne une image virtuelle. Le mode de réception auquel il se réfère invite à un genre de visionnage du texte poussant le lecteur à s'imaginer une série d'actions à la fois physiques et surréelles: en contact avec ce qui le dépasse. Opération paradoxale qu'Olivier Salazar-Ferrer commente en ces termes : « Loin d'éloigner du réel, le film muet nous en rapproche donc, en supprimant l'écran rationnel qui fantomatise le réel. » Nadja Cohen, de son côté, dans un article où elle étudie les procédés stylistiques auxquels recourt Fondane dans Paupières mûres, décrit comment: « Cette course perpétuelle dicte son rythme au ciné-poème dont le style télégraphique, riche en phrases nominales, restitue la vitesse. » Mettant en scène un jeune homme, ou plutôt un point de vue quelque peu désorienté, aux prises avec un monde mécanique indifférent, c'est une logique d'associations et de montages proche du délire que ces poèmes entendent traduire. D'un plan à l'autre, ce qui détermine le (non-)sens de cette écriture consiste dans son attachement au mouvement et à la lumière pris en eux-mêmes comme matières premières. Mobilité d'un regard capable de transformer n'importe quel état intérieur en un autre; manière critique de troubler la frontière entre dehors et dedans en la rendant provisoire. En bref, Fondane cherche à suggérer un processus de dérèglement à son lecteur-spectateur:

« 48 une main écrit sur une étiquette : danger de mort49 au bureau où il travaille le jeune homme écrit de la main gauche50 de la main droite il frappe sur la table le rythmed'une chanson51 rythme précipité de la main » 

### Films purs
Témoin attentif des métamorphoses culturelles et artistiques de son temps, Fondane a assisté au devenir des avant-gardes du début du XXe siècle en ne souscrivant jamais à leur institutionnalisation. Aussi, ce critique de Baudelaire, Rimbaud, ne pouvait pas accepter que la subversion Dada se dissolve dans le surréalisme d'un Breton et d'un Aragon: leur déniant tout pouvoir de réduction de la poésie à une idéologie politique, fût-elle communiste…Comme le déclarait Tzara, de ce côté, ça fait toujours boum-boum-boum !... C'est pourtant bien dans ce cadre tumultueux de l'avant-gardisme esthétique qu'il faut replacer l'engouement pour les premiers films muets. Ainsi que la fascination des poètes et des écrivains modernes pour les nouvelles formes d'expression qu'il ouvre. Comme le décrit Jeanne-Marie Clerc : « le cinéma apparaissant comme seul capable d'engendrer des formes originales et surtout des rythmes propres à traduire la civilisation contemporaine. En cela, dépassant l'image, c'est surtout le mouvement des images entre elles qui frappera les admirateurs du 7e Art et suscitera des recherches analogues en littérature et, particulièrement, en poésie. » C'est ainsi que dans sa présentation de Films purs, en juillet 1929, à Buenos Aires, - où il est invité par Victoria Ocampo-  Fondane défend Entr'acte (1924) de René Clair, L’Étoile de mer  (1928) de Man Ray à partir d'un poème de Desnos, La Coquille et le Clergyman (1928) de Germaine Dulac et, sans doute, Un chien andalou (1929) de Bunuel, ainsi que Le Cabaret épileptique d'Henri Gad. Mais s'il y a bien une figure héroïque à ses yeux, c'est celle de Charlie Chaplin!

### Charlot
Par la manière dont celui-ci déjoue avec un humour désarmant les discours de propagande et les ravages d'une existence automatisée, il dévoile l'homme dans sa condition tragi-comique, « mime frugal et gueux ». Un attachement qu'on retrouve chez nombre de ses contemporains : de Henri Michaux à Walter Benjamin, en passant par Cendrars. Dans Notre frère Charlie, publié pour la première fois dans le cadre d'un numéro spécial sur Charlot dans Le Disque vert, le poète et peintre belge déclarait en 1924 : « Charlie est dadaïste ». Le critique littéraire juif allemand notait pour son compte, en 1935, dans la première version de L'œuvre d'art à l'ère de sa reproductibilité technique : « Avant que le film fût en faveur, les dadaïstes, par leurs manifestations, cherchaient à susciter dans le public un mouvement que Chaplin, par la suite, devait provoquer d'une façon plus naturelle. » En historien matérialiste, Benjamin voyait en effet dans certains films burlesques américains de l'époque un « dynamitage thérapeutique de l'inconscient » dont la figure «excentrique » de Chaplin fut précurseure. Mais le Charlot que défend Fondane emprunte le rôle de l'émigrant qu'il lui prêtera encore dans son Ulysse, publié dans Le Mal des fantômes (Verdier Poche, 2006) :
« Plus tard j'ai vu Charlot et j'ai compris les émigrants, plus tard, plus tard moi-même. »

### Ouvrages de Benjamin Fondane en langue française
- Ulysse, Cahiers du Journal des Poètes, Bruxelles, 1933
- Rimbaud le voyou, Denoël, 1933, rééd. Plasma, 1980, Complexe, 1989, Non Lieu, 2010
- La Conscience malheureuse, Denoël, 1936, rééd. Plasma, 1979 Faux Traité d'esthétique, Denoël, 1938, rééd. Plasma, 1980, réed. Paris-Méditerreanée, 1998
- Baudelaire et l'expérience du gouffre, Seghers, 1947, rééd. Complexe, 1994
- Le Mal des fantômes, Plasma, 1980, rééd. Paris-Méditerranée, 1996, réed. Verdier, 2006 Rencontres avec Léon Chestov, Plasma, 1982
- Écrits pour le cinéma, Plasma, 1984, réed. Verdier, 2007 Au seuil de l'Inde, Fata Morgana, 1994. L'Écrivain devant la révolution, Paris-Méditerranée, 1997
- Essai sur Lupasco, Paris-Méditerranée, 1998
- Benjamin Fondane, Roumanie, Paris, Auschwitz, Catalogue du Mémorial de la Shoah, 2009.
- Entre philosophie et littérature, textes réunis par M. Jutrin, Parole et Silence, 2015
- Comment je suis né, textes de jeunesse. Traduits du roumain par M. Braester, H. Lenz, C. Oszi, O. Serre. Présentés par M. Jutrin. Caractères, Cahiers Latins
- Poèmes retrouvés, 1925-1944, édition sans fin, présentation Monique Jutrin, Parole et Silence, 2013
- Faux-traité d’esthétique, Paris-Méditerranée, 1998.

### Choix d'essais
- P. Beray, Benjamin Fondane, au temps du poème, Verdier/Les Amis de l'Ether Vague, 2006
- M. Jutrin, Benjamin Fondane ou le périple d'Ulysse, Nizet, 1989
- O. Salazar-Ferrer, Benjamin Fondane et la révolte existentielle, essai, Edition de Corlevour, 2008
- O. Salazar-Ferrer , Benjamin Fondane, Oxus, Paris, 2004
- Jad Hatem, Semer le Messie selon Fondane poète, Editions La Part de l'Œil, 2004

### Revues
- Cahiers Benjamin Fondane, no 1 à 9, 1997-2006, précédés du Bulletin, no 1 à 6, 1994-1996, Société d'études Benjamin-Fondane (www.fondane.org), Paris, Kfar-Saba, Israël Europe (Paris), 827, mars 1998 (Monique Jutrin dir.), Europe, numéro spécial consacré à Fundoianu-Fondane (dir. Mircea Martin), Bucarest, 1999-2000 Jungle, Sur les pas fauves de vivre, No 9 – Histoires du réel, Directeur de publication, Reuzeau J.-Y., Le Castor Astral et les auteurs, 1986
- Non Lieu, Benjamin Fondane, dirigé par M. Carassou, 1978, Les Temps Modernes, No 575, juin 1994
- Revue et corrigée no 13, automne 1983
- Colloques Une poétique du gouffre, Sur Baudelaire et l'expérience du gouffre de Benjamin Fondane, Actes du colloque de Cosenza 30 septembre/ 1-2 octobre 1999 sous la direction de Monique Jutrin et de Gisèle Vanhese, Rubbettino, 2003

## Émissions radiophoniques
- Tararira, le film perdu de Benjamin Fondane, France-Culture